# Petar Bojović
Petar Bojović in serbo Петар Бојовић? (Miševići, 16 luglio 1858 – Belgrado, 19 gennaio 1945) è stato un generale serbo.
Servì con il grado di voivoda (feldmaresciallo) durante le guerre balcaniche e durante la prima e la seconda guerra mondiale.

## Biografia
Partecipò alle guerre serbo-ottomane dal 1876 al 1878 come cadetto della scuola di artiglieria ed in tutte le guerre che videro coinvolta la Serbia all'inizio del XX secolo.
Durante le guerre balcaniche fu il capo di stato maggiore della prima armata serba, ottenendo notevoli vittorie nella battaglia di Kumanovo (durante la prima guerra balcanica) e di Bregalnica (durante la seconda guerra balcanica). Prese parte ai negoziati di pace con la Turchia (tenuti a Londra nel 1913) come esperto militare della delegazione serba.
Durante la prima guerra mondiale la sua prima armata soffrì numerose perdite nella battaglia della Drina, riuscendo tuttavia a fermare l'avanzata austro-ungarica; Bojović venne ferito durante la battaglia, venendo sostituito al comando da Živojin Mišić. Nel gennaio 1916 sostituì il capo di stato maggiore Radomir Putnik che era stato portato dai propri soldati nella città di Scutari. Mantenne la posizione fino al giugno 1918, dimettendosi per contrasti con i generali alleati sulla necessità di allargare il fronte di Salonicco. Ripreso il comando della prima armata, partecipando allo sfondamento del fronte ed all'avanzata nel territorio occupato; il suo contributo gli valse la nomina di conte il 26 settembre 1918.
Divenne capo di stato maggiore nel 1921, ritirandosi dal servizio attivo l'anno successivo. All'inizio della seconda guerra mondiale venne nominato assistente del capo di stato maggiore, anche se non partecipò ad episodi bellici a causa dell'età avanzata.